# Microrégion du Médio Araguaia

Localisation de la microrégion du Médio Araguaia

La microrégion du Médio Araguaia est l'une des trois microrégions qui subdivisent le nord-est de l'État du Mato Grosso au Brésil.
Elle comporte 4 municipalités qui regroupaient 66 793 habitants en 2007 pour une superficie totale de 36 464 km2.

## Municipalités
- Araguaiana
- Barra do Garças
- Cocalinho
- Novo Santo Antônio